# Capellinia
Capellinia is een geslacht van weekdieren uit de klasse van de Gastropoda (slakken).

## Soorten
- Capellinia doriae Trinchese, 1874
- Capellinia fustifera (Lovén, 1846)
- Capellinia fuscannulata K. P. Rao, 1968 (taxon inquirendum)

Niet geaccepteerde soorten:
- Capellinia capellinii (Trinchese, 1879) → Eubranchus capellinii (Trinchese, 1879)
- Capellinia conicla Er. Marcus, 1958 → Eubranchus conicla (Er. Marcus, 1958)
- Capellinia rustya Marcus, 1961 → Eubranchus rustyus (Er. Marcus, 1961)